# 立山高原バス

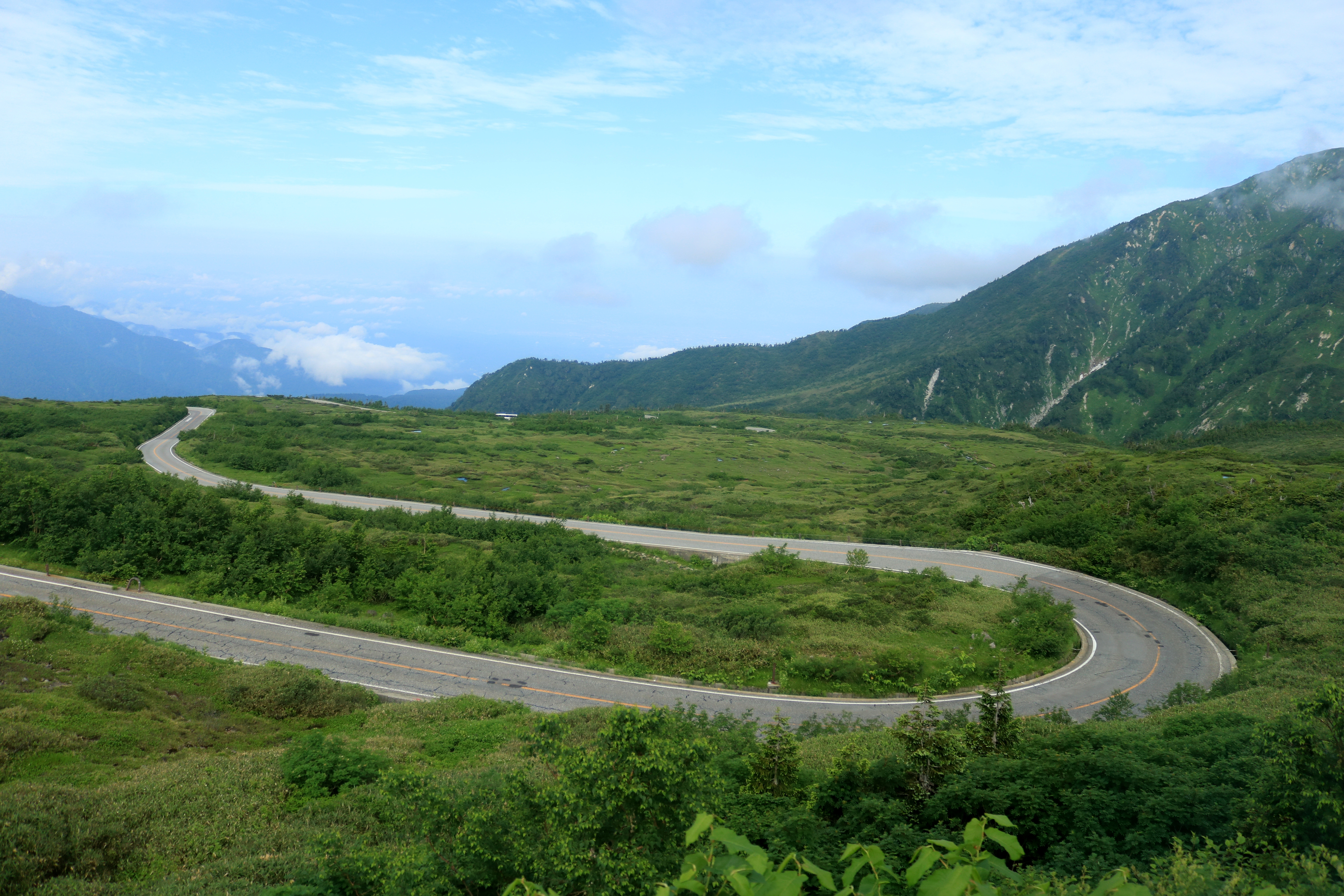
立山高原バス（立山黒部アルペンルート）、天狗平周辺

立山高原バス（たてやまこうげんバス）は、富山県中新川郡立山町にある立山ケーブルカーとの連絡駅である美女平駅と立山トンネル電気バスとの連絡駅である室堂タ一ミナルを結ぶ路線バスである。立山黒部貫光が運営する（開業当初は立山開発鉄道の運営）。

## 概要
美女平駅 - 室堂駅間で運行される路線バスであり、立山黒部アルペンルートを構成する交通機関の一つである。全線で富山県道6号富山立山公園線（立山有料道路）を通っており、マイカー規制が行われているため、一般客は必ずこの路線バスを利用することになる。4月 - 11月のみ運行し、冬期は運行しない。
なお、立山ケーブルカーの混雑状況によっては立山駅前から室堂駅まで直行バスが運行されることがある。
もともとはディーゼルバスを使用していたが（日野自動車製。かつては富士重工業製車体を採用）、現在はハイブリッドバス（日野・セレガ）への置き換えを進めている。

## 歴史

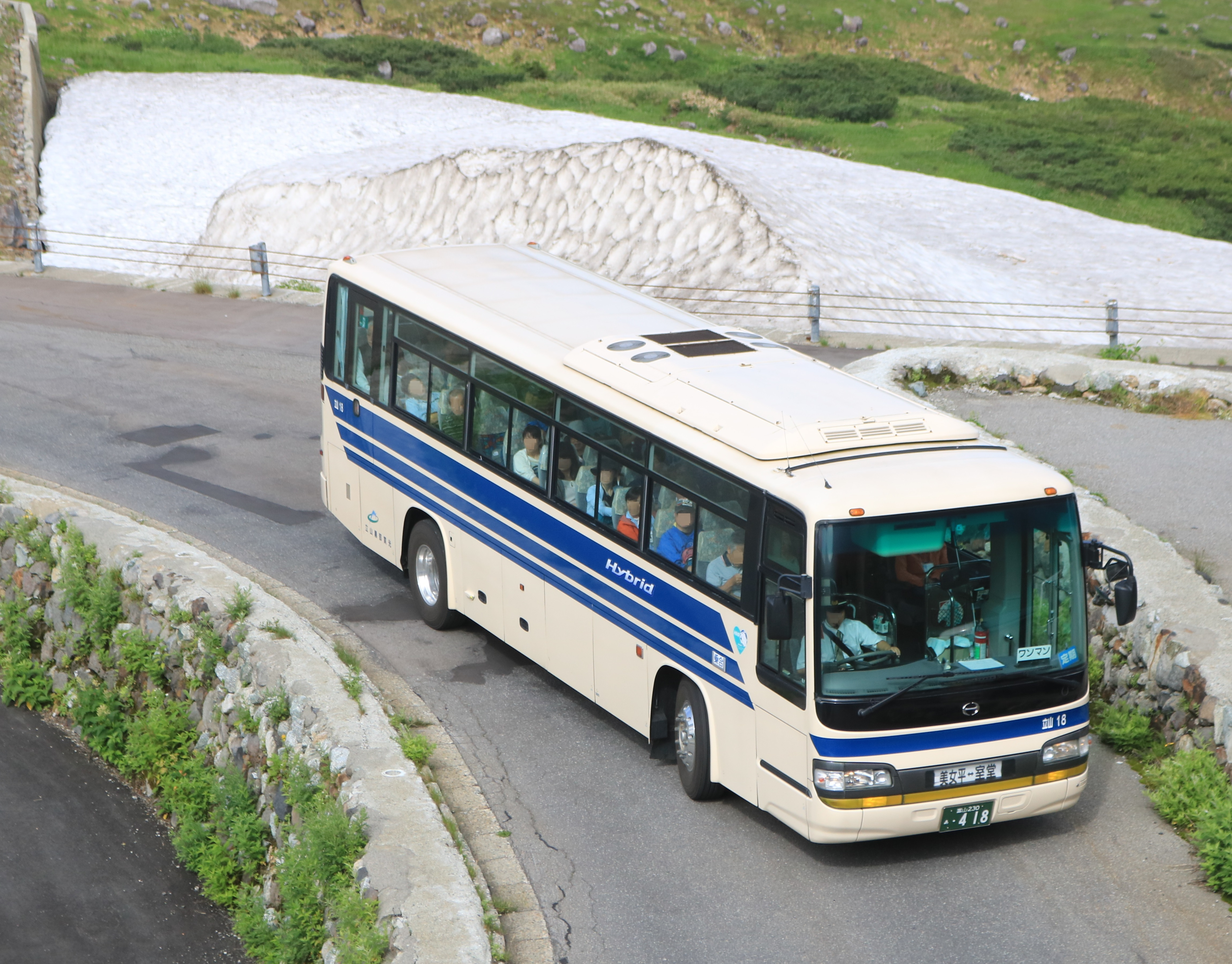
室堂に到着したハイブリッドバス

- 1955年（昭和30年）7月1日 - 美女平 - 弘法（現在の弘法駐車場）間での営業を開始[2][5]。
- 1956年（昭和31年）9月10日 - 弘法 - 追分（現在の立山有料道路追分料金所）間での営業を開始[2]。
- 1958年（昭和33年）9月1日 - 追分 - 弥陀ヶ原間での営業を開始[2]。
- 1964年（昭和39年）6月20日 - 美女平 - 室堂間の全線で開通[2]。
- 1971年（昭和46年）6月1日 - 立山黒部アルペンルートが全線開通[6][7][8]。
- 1998年（平成10年） - ハイブリッドバスへの置き換えを開始[4]。

## バス停一覧
美女平 - ブナ坂 - 滝見台 - 上ノ小平 - 弘法 - 追分 - 弥陀ヶ原 - 美松 - 天狗口 - 天狗平 - 室堂
- 11月中旬・下旬については美女平 - 室堂間は途中無停車。
- 弘法バス停は6月下旬 - 11月上旬のみ開設である[9]。開設開始日は八郎坂登山道（称名滝 - 弘法バス停間）供用開始に合わせている[10]。
- 弘法、弥陀ヶ原、天狗平の各バス停は乗車・途中下車可能[9]。
- ブナ坂、滝見台、上ノ小平、追分、美松、天狗口の各バス停は、停留所設備自体は設置されておらず、降車のみ可能である[9]。なお、美松のみ春山スキー期間中は乗車可能となる。

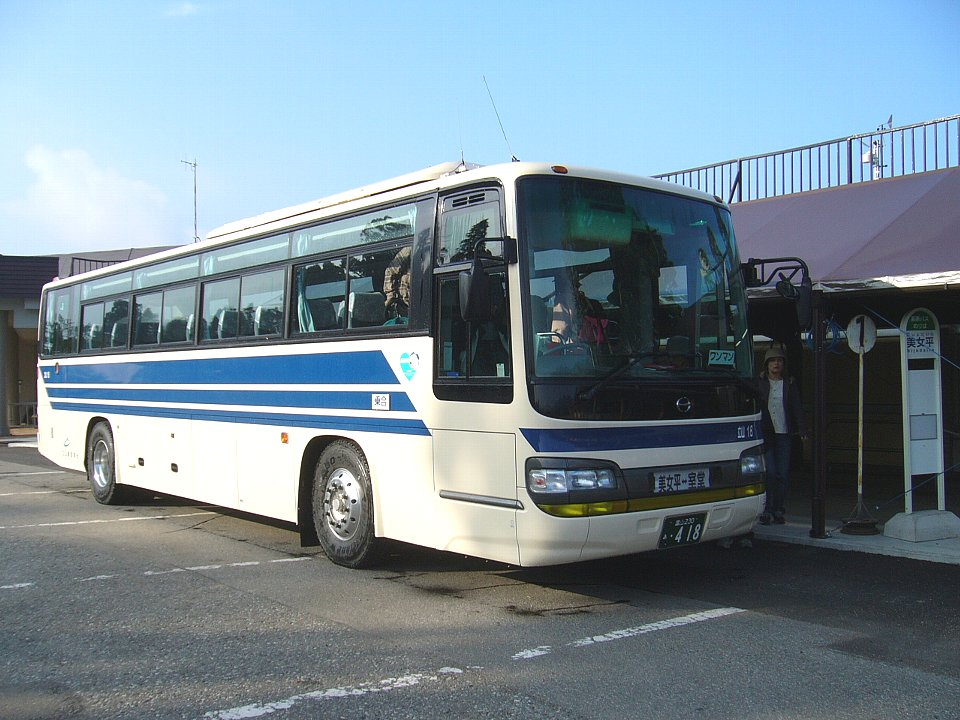
美女平
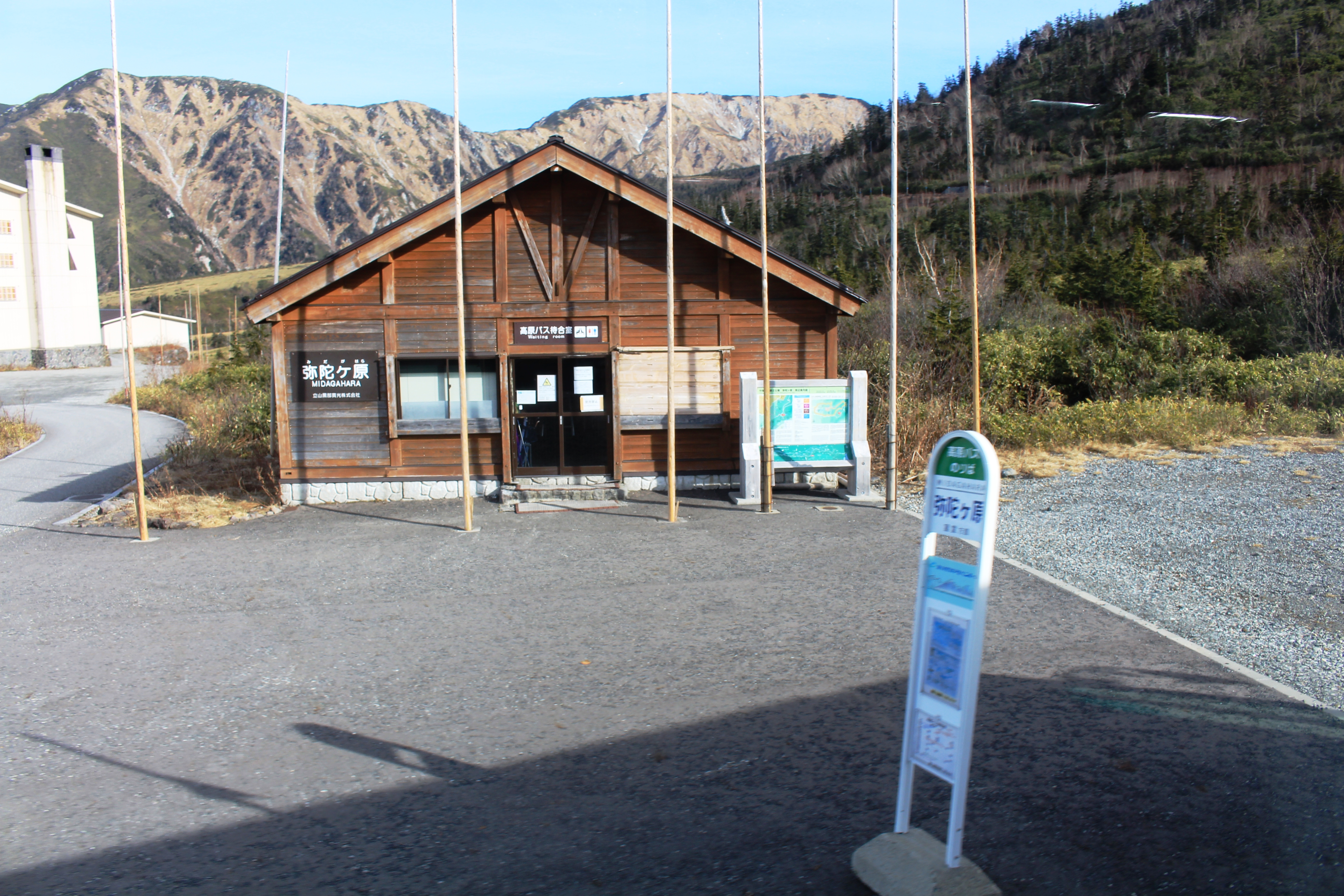
弥陀ヶ原
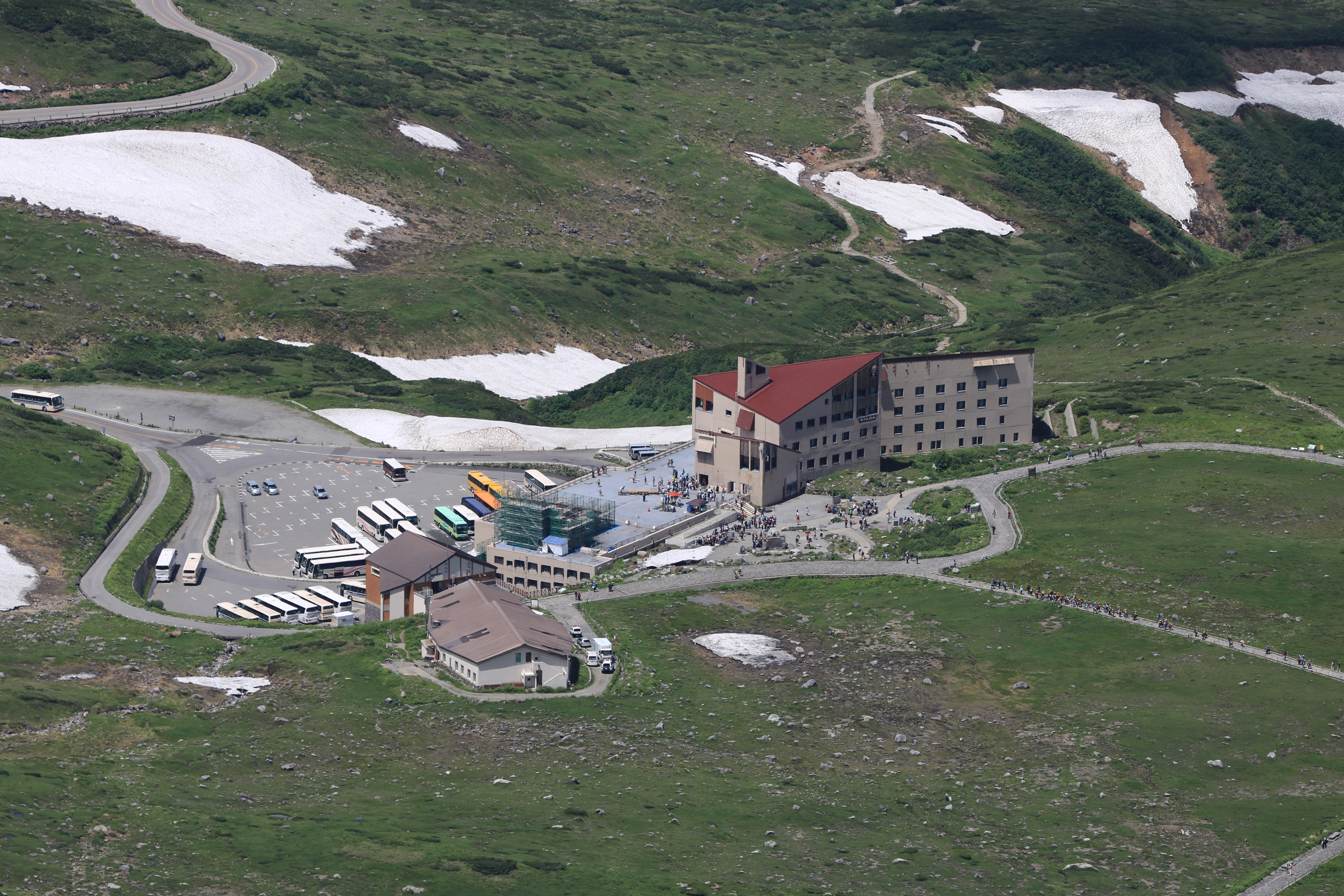
室堂

## 運転形態
片道約50分。40分間隔で運行。

## 乗車方法
- 美女平および室堂ではきっぷうりばで乗車券を購入し、バスに乗車する形となる。
- 弥陀ヶ原ではバス停、天狗平では「天狗平山荘」[11]で乗車予約を行い[9]、バス停で乗車券を購入する。途中下車の場合は各施設で乗車予約のみ行う[9]。
  - 弥陀ヶ原は「弥陀ヶ原ホテル」[12]で乗車予約をおこなっていたが、新型コロナウイルス感染症流行に伴い、2020年からホテルが休業したため変更された（ホテルは2022年シーズンより営業再開[13]）。
- 弘法から乗車する場合はバス到着時に確認を行う形となる。空席があればそのまま乗車、満席の場合は後続のバスに乗車する形となる。途中下車の場合も同様となる[9]。

## 立山高原バスからの風景

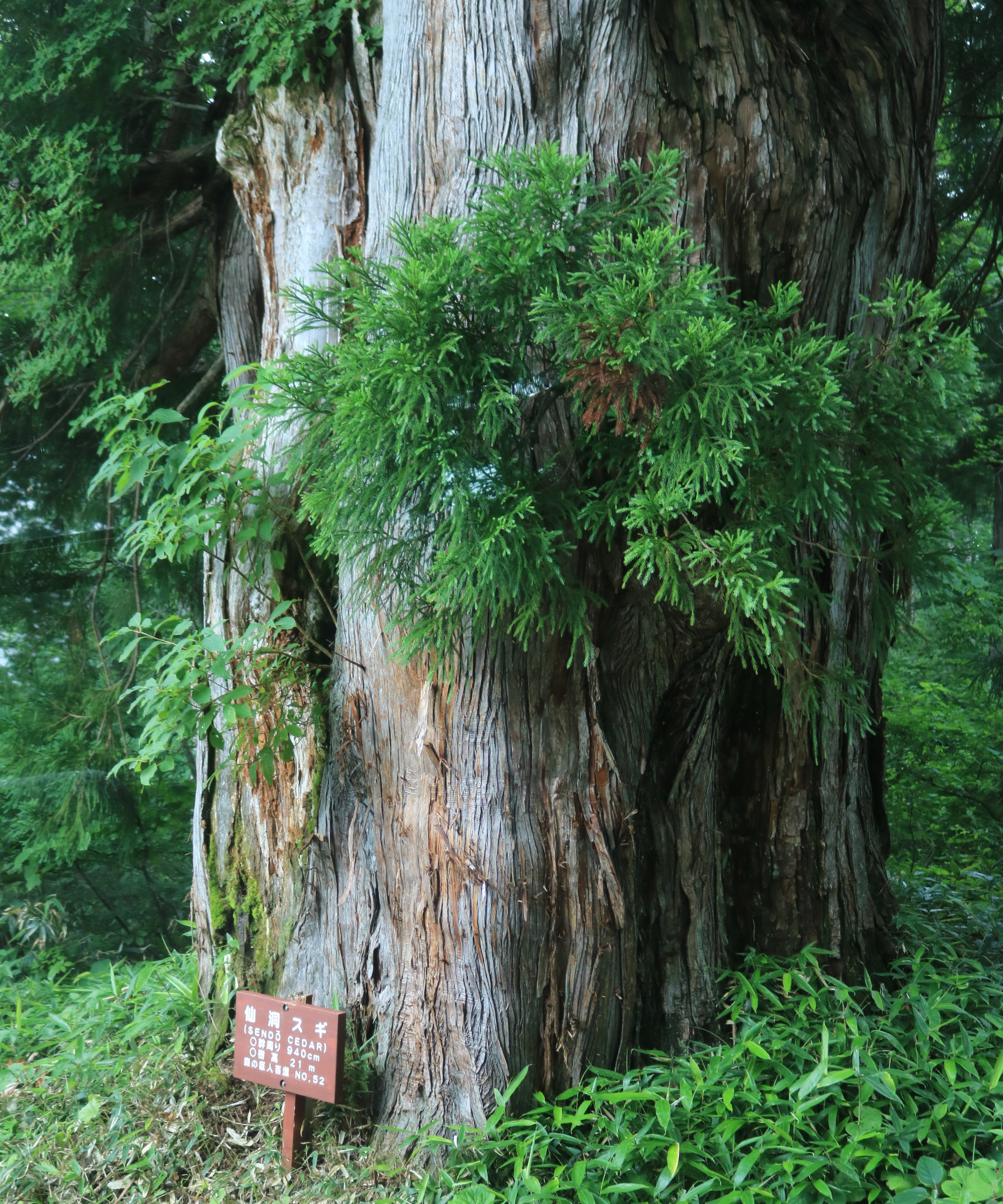
仙洞杉（立山杉の巨木の一例）
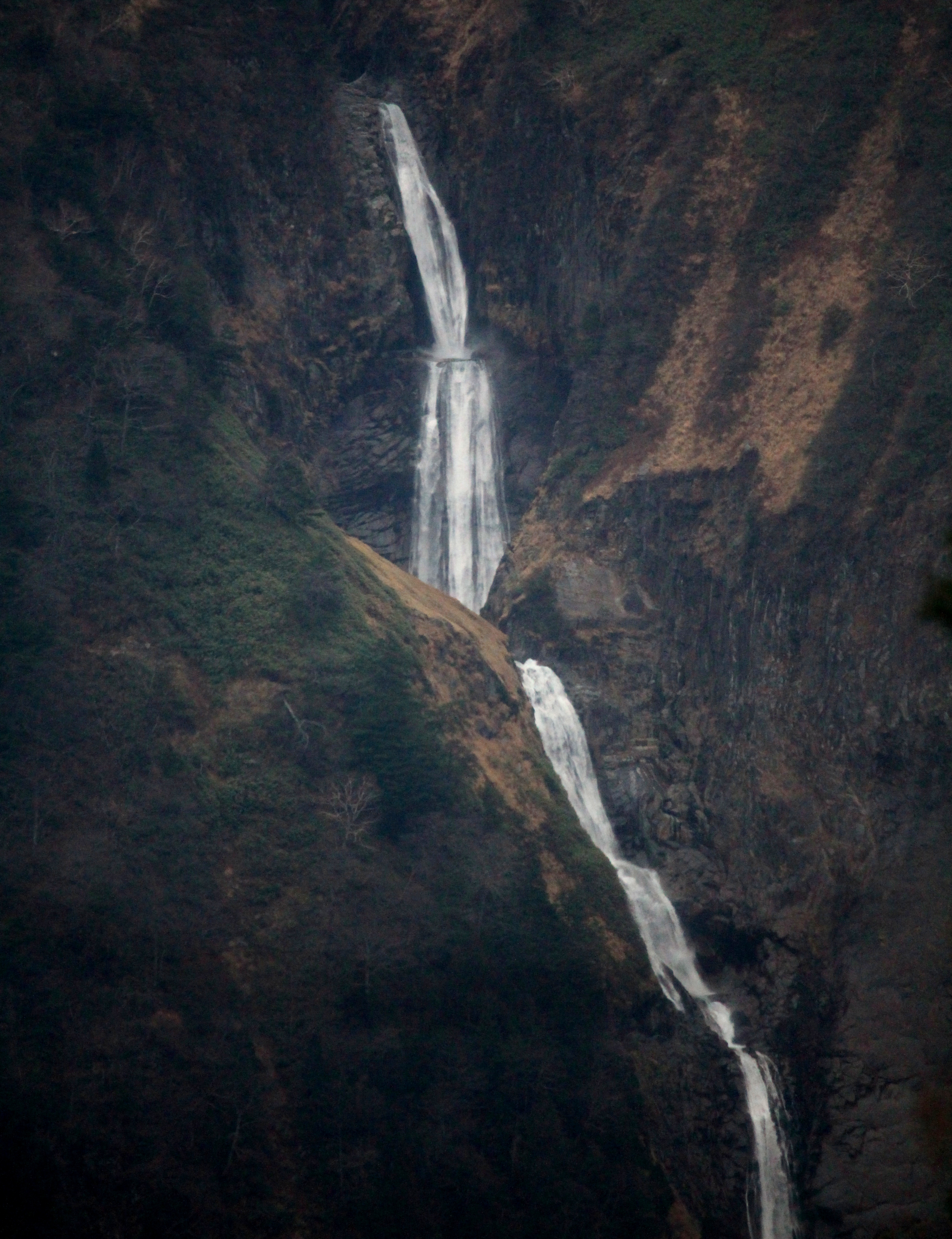
称名滝
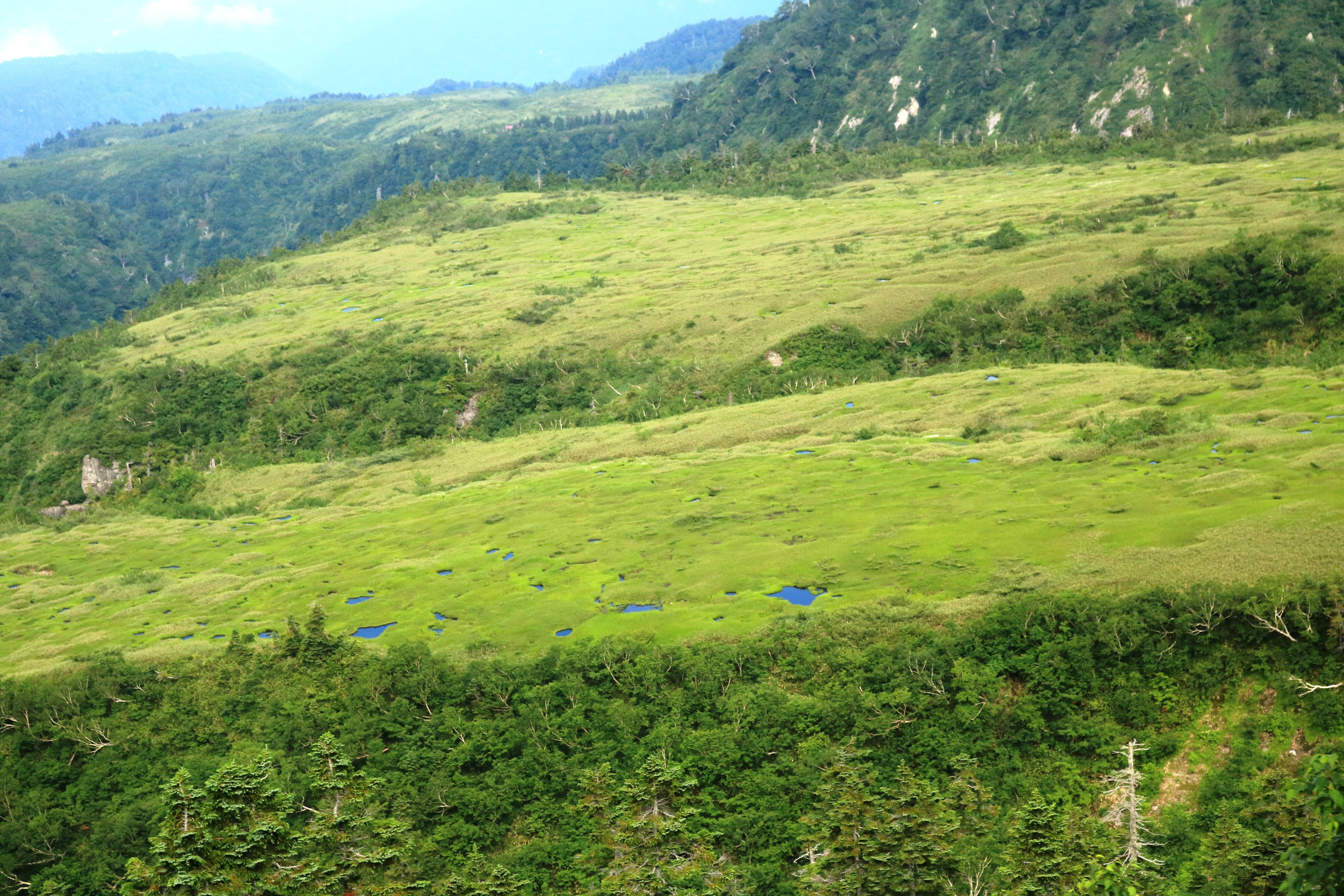
弥陀ヶ原
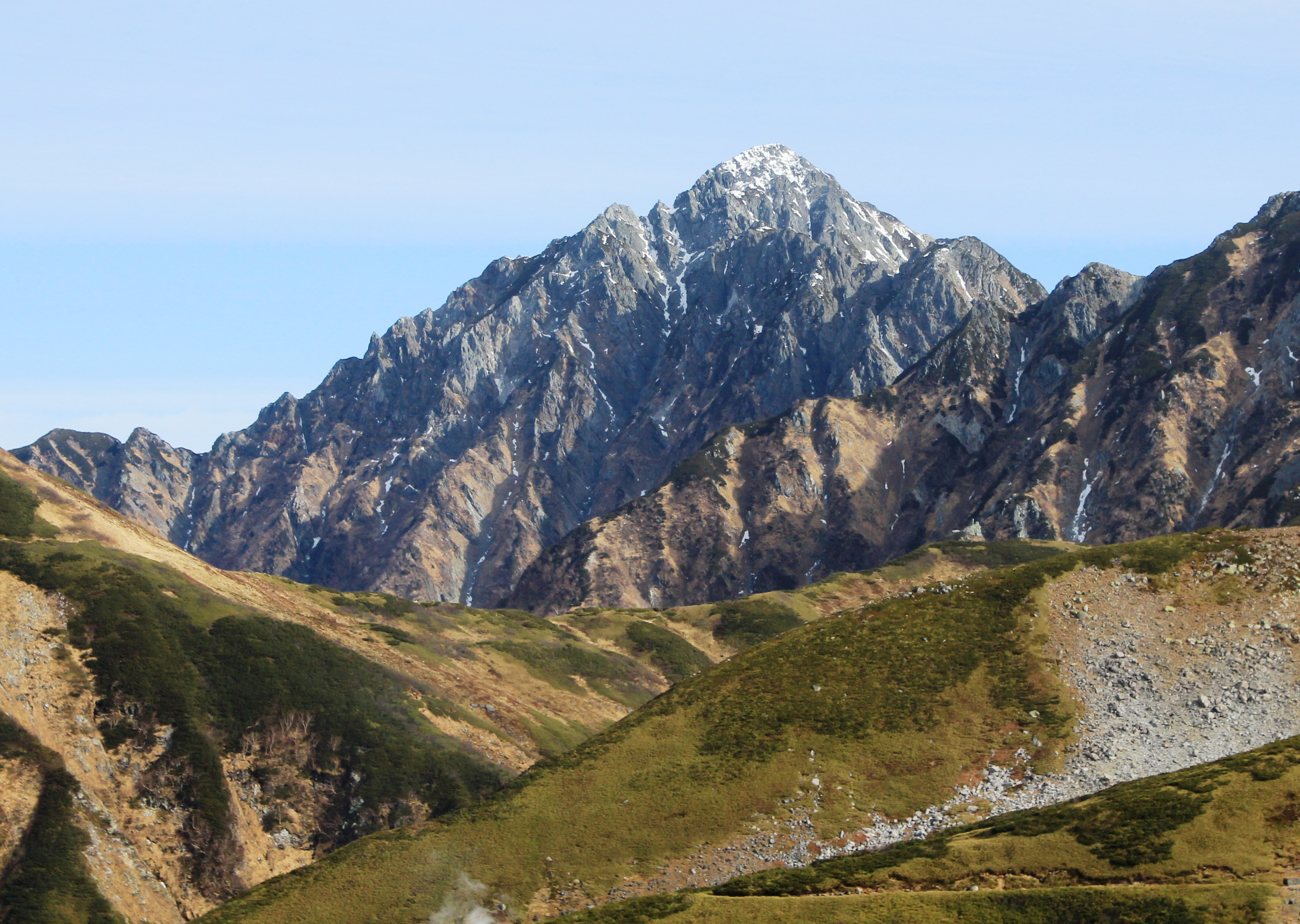
剱岳
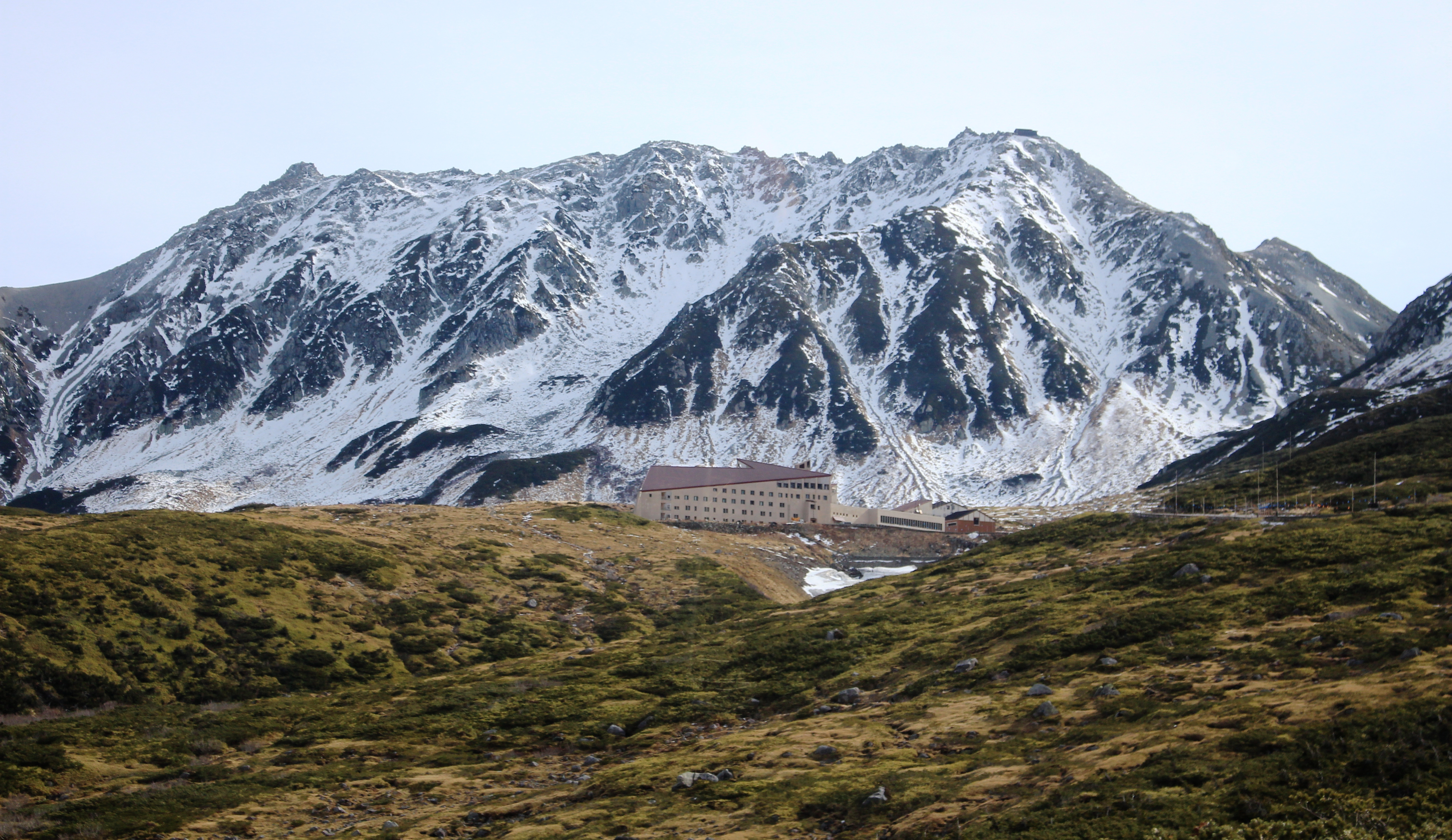
立山
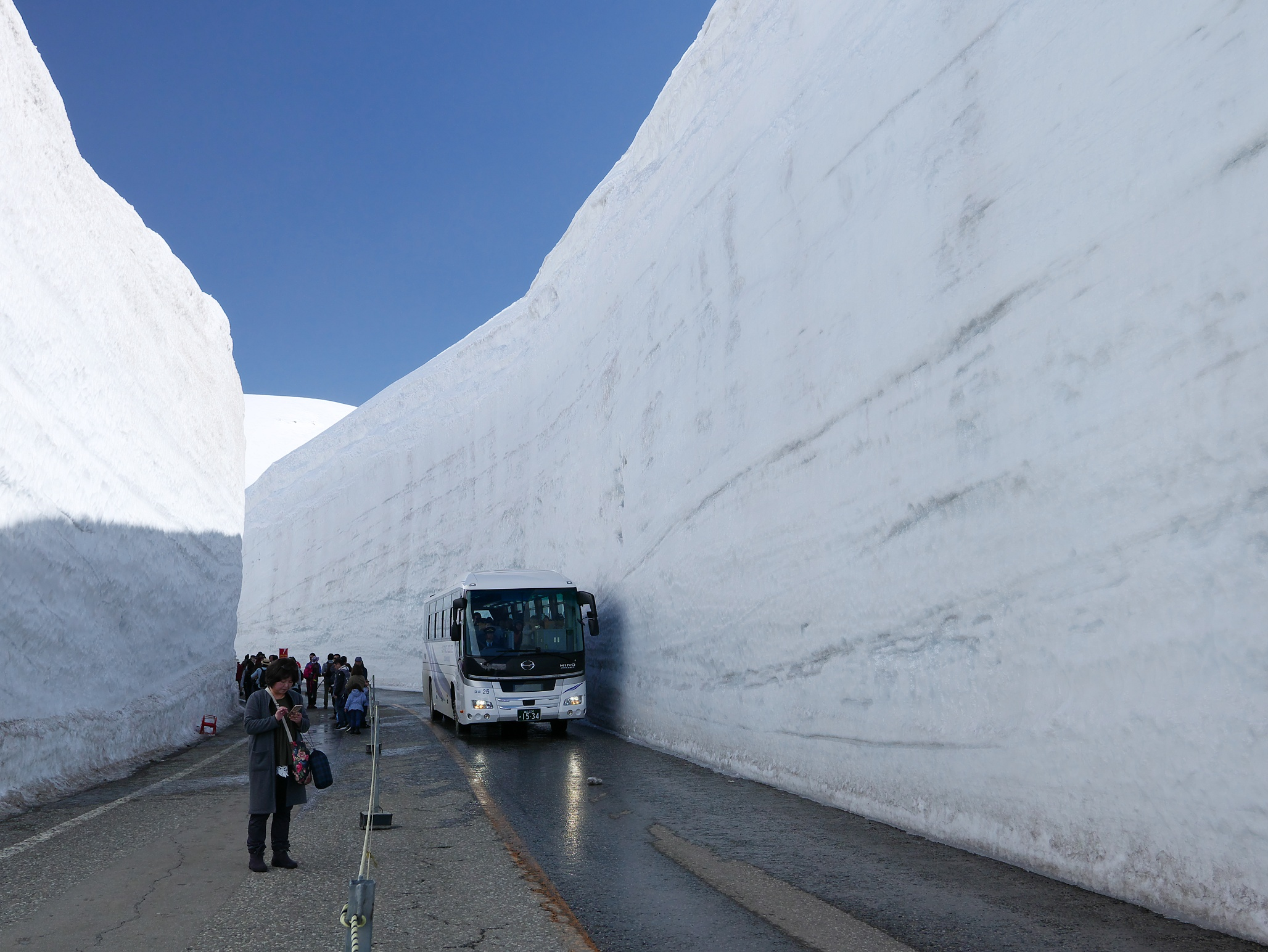
雪の大谷

## 雪の大谷
雪の大谷（ゆきのおおたに）は、立山高原バスの室堂手前に設置される全長約500メートルの雪の壁である。例年、4月の開業時から6月下旬まで「雪の大谷ウォーク」が開催され、道路2車線のうち1車線が歩行者専用となる。
2021年の「雪の大谷」は、立山黒部アルペンルートの開業50周年を記念して、現在の2車線のうち開業当初の1車線を再現した。なお、「雪の大谷ウォーク」期間中に富山県砺波市で開催されるとなみチューリップフェアでは、この「雪の大谷」をイメージした「花の大谷」が展示される。